# ألين جيمس لونش
ألين جيمس لونش (بالإنجليزية: Allen James Lynch)‏ هو عسكري أمريكي، ولد في 28 أكتوبر 1945 في شيكاغو في الولايات المتحدة.